# Bates Motel (3.ª temporada)
A terceira temporada de Bates Motel consistiu em 10 episódios e estreou na A&E em 9 de março de 2015  e foi concluída em 11 de maio de 2015. A série em si é descrita como um "prequel contemporâneo" do filme Psycho, de 1960, e aborda a vida de Norman Bates e sua mãe Norma, antes dos eventos retratados no filme de Hitchcock. A série se passa na cidade fictícia de White Pine Bay, Oregon. 
A temporada recebeu avaliações positivas de críticos de televisão, e o episódio de estreia atraiu um total de 2,14 milhões de espectadores. Por suas performances nesta temporada, Vera Farmiga e Freddie Highmore foram indicados ao Critics' Choice Television Awards de Melhor Atriz e Melhor Ator em uma Série Dramática, respectivamente. A temporada foi lançada em Blu-ray e DVD em 13 de outubro de 2015.

## Elenco e personagens

### Elenco principal
- Vera Farmiga como Norma Louise Bates
- Freddie Highmore como Norman Bates
- Max Thieriot como Dylan Massett
- Olivia Cooke como Emma Decody
- Kenny Johnson como Caleb Calhoun
- Nestor Carbonell como Alex Romero

### Elenco recorrente
- Kevin Rahm como Bob Paris
- Keenan Tracey como Gunner
- Ryan Hurst como Chick Hogan
- Joshua Leonard cono James Finnigan
- Peter Stebbings como Funcionário do Bob
- Adetomiwa Edun como Marcus Young
- Andrew Howard como Will Decody
- Nicola Peltz como Bradley Martin
- Tracy Spiridakos como Annika Johnson
- Anika Noni Rose como Liz Babbitt

### Participação
- Wilson Bethel como Taylor
- Emiliano Díez como Pai do Alex
- Tom McBeath como Stanley
- Keegan Connor Tracy como Srta. Blair Watson

## Produção

### Casting
Em julho de 2014, foi anunciado que Nicola Peltz retornaria à série como Bradley Martin após uma ausência de 8 episódios na segunda temporada. Kenny Johnson foi promovido para o elenco principal depois de aparições recorrente como Caleb Calhoun, irmão de Norma, na segunda temporada. Em 17 de outubro de 2014, Ryan Hurst foi escalado para o papel recorrente de Chick Hogan, descrito como um personagem que enfrentará Caleb ao longo da temporada. Tracy Spiridakos foi confirmada para estrelar o papel recorrente de Annika Johnson, uma hóspede do motel. Em 22 de outubro de 2014, Kevin Rahm se juntou ao elenco como Bob Paris, um dos amigos de infância de Romero com quem ele agora tem um relacionamento tenso. Em novembro de 2014, Joshua Leonard foi escalado para o papel recorrente de James Finnigan, professor de psicologia de uma faculdade comunitária que estabelece uma conexão com Norma.

### Filmagens
As filmagens da terceira temporada começaram em 20 de outubro de 2014 em Vancouver e arredores, e foi concluída em 1 de março de 2015. Durante uma entrevista em junho de 2015, Farmiga revelou que se machucou ao filmar a cena final da temporada com Nicola Peltz e Freddie Highmore, resultando em sua necessidade de ir à sala de emergência.

## Episódios
| N.º na série | N.º na temp. | Título                                            | Dirigido por       | Escrito por                                 | Exibição original   | Audiência (milhões) |
| --- | ------------ | ------------------------------------------------- | ------------------ | ------------------------------------------- | ------------------- | ------------------- |
| 21 | 1            | "A Death in the Family" "(Morte na Família)" (BR) | Tucker Gates       | Carlton Cuse & Kerry Ehrin                  | 9 de março de 2015  | 2.14                |
| O verão já passou. Norman, agora em um colegial começando seu primeiro dia, alucina com a senhorita Blair Watson, a professora que ele já matou na primeira temporada. Devido a isso, Norma decide colocar um conselheiro para manter um olhar mais atento sobre ele. Dylan confronta Norma sobre deixar Norman dormir em sua cama, e como resultado, ela define alguns limites com Norman. Enquanto isso, Norma descobre que sua mãe distante morreu recentemente. Ela inicialmente não mostrar emoção, mas mais tarde suaviza. Seu irmão Caleb retorna à cidade, em busca de se relacionar com Dylan, agora que é a única família que ele tem. Embora Norman leva um interesse imediato no novo hóspede do motel, Annika Johnson, ele decide finalmente pedir a Emma em uma quarto, buscando normalidade. Emma também decide deixar a escola e participar do teatro com Norman. |              |                                                   |                    |                                             |                     |                     |
| 22 | 2            | "The Arcanum Club" "(Clube Arcanum)" (BR)         | Tucker Gates       | Kerry Ehrin                                 | 16 de março de 2015 | 1.91                |
| Norma torna-se curioso quando Annika desaparece, especialmente depois que Norman mentiu sobre não estar com ela e Emma afirmando o contrário. Norma e Emma investigam o quarto de motel de Annika, onde eles encontram um convite para o Arcan Club, um clube nos arredores da cidade. Norma se infiltra no terreno do clube e é capturado pelo xerife Romero, que se oferece para procurar Annika. No caminho para casa, Norma derrruba o aviso da construção do desvio na estrada com seu carro. Enquanto isso, Norman e Emma vão em seu primeiro encontro e discutem o sexo como um passo importante para a vida adulta. Hogan, que vive sobre o monte da cabine de Dylan, vem visitar e discute as "culturas". |              |                                                   |                    |                                             |                     |                     |
| 23 | 3            | "Persuasion" "(Persuasão)" (BR)                   | Tim Southam        | Steve Kornacki & Alyson Evans               | 23 de março de 2015 | 1.92                |
| O Sheriff Romero pede à Norma para vir ao necrotério para identificar o corpo de uma mulher. Norma fica aliviada que não seja Annika, mas preocupa-se porque ela ainda está desaparecida. Romero reúne-se com Bob Paris, que dirige o Arcano Club, que menciona a próxima eleição do xerife como uma ameaça. Enquanto isso, Norma decide ir fazer um curso de negócios em uma faculdade comunitária local, mas, inadvertidamente, entra em uma aula de psicologia. O professor, James Finnigan, oferece-lhe o seu apoio futuro. Em casa, Norman torna-se cada vez mais frustrado pois sua mãe não confia nele e submergindo-se em uma banheira, na esperança de recordar os acontecimentos antes do desaparecimento de Annika, tenta ver se ele tinha algo a ver com isso. Norma salva-lo, em seguida, fecha o motel. Annika chega com um tiro no abdômen. Antes de morrer, ela dá a Norma um pen-drive, dizendo para usá-lo para salvar a si mesma e seu filho. |              |                                                   |                    |                                             |                     |                     |
| 24 | 4            | "Unbreak-Able" "(Indecifrável)" (BR)              | Christopher Nelson | Erica Lipez                                 | 30 de março de 2015 | 1.71                |
| Norma é inflexível para saber o que está na no pen-drive, que é protegido por senha. Ela pede a ajuda de Dylan na descriptografia. Norman tem mais suspeitas sobre a morte de Annika e o sigilo entre sua mãe e seu irmão. Emma tenta acalmá-lo, convidando-o em um piquenique, durante o qual ele menciona a sugestão de Norma que ele não deve ter relações sexuais com a Emma doente. Furiosa, Emma diz a Norman que só ela mesma entende seus próprios limites, e vai embora furiosa. Enquanto isso, Caleb fere-se na cabine, e Dylan cuida dele, descobrindo mais sobre a história de sua família. Norman segue Dylan, e descobre sobre Caleb, e ameaça contar a sua mãe que Dylan estava traindo-a. Dylan implora para não estragar a boa relação que ele tem se esforçado para construir com ela, mas Norman hexita em ouvir. Em outro lugar, Bob Paris descobre o pen-drive no escritório do motel. |              |                                                   |                    |                                             |                     |                     |
| 25 | 5            | "The Deal" "(O Acordo)" (BR)                      | Nestor Carbonell   | Scott Kosar                                 | 6 de abril de 2015  | 1.76                |
| Um homem faz com que Norma entre em um acidente de carro, dizendo-lhe para chamar Bob Paris e dar-lhe o pen-drive. Dylan atende Norma no hospital e insiste em dar o pen-drive para Romero. Enquanto isso, Norman fica confuso sobre os últimos acontecimentos, pensando que Norma o tinha deixado em um vestido diferente, e que ele já tinha contado a ela sobre Caleb quando tal não aconteceu. Ele rouba um vestido do armário de Norma. Romero reúne-se com Bob, que admite a olhar para o pen-drive, mas não revela o seu conteúdo. Artilheiro encontra e descodifica o pen-drive que revela uma divisão de contabilidade financeira e até um retorno de investimento de pelo menos 15 milhões de dólares americanos (receita ilegal do tráfico de drogas da cidade). Norma diz a Romero, e os dois visitam Bob, que concorda em um quadro de avisos para o motel perto do desvio em troca do pen-drive. Quando seus filhos calmamente tentam explicar que Caleb está em contato com Dylan, Norma enfurecida embala uma mala, incluindo a arma, e vai embora sozinha. |              |                                                   |                    |                                             |                     |                     |
| 26 | 6            | "Norma Louise" "(Norma Louise)" (BR)              | Phil Abraham       | Kerry Ehrin                                 | 13 de abril de 2015 | 1.69                |
| Norma viaja para Portland, Oregon, onde ela compra um equipamento novo, comercializa para um carro mais novo, e, finalmente, acaba na casa de James, onde ela diz a ele da história dos apagões, incluindo morte do pai de Norman. De volta para casa, Dylan luta com a ansiedade de separação de Norman, que inclui um colapso mental, onde Norman assume completamente a personalidade de Norma fazendo o café da manhã vestindo-se e falando como ela. Enquanto isso, o Sheriff Romero leva um tiro e está hospitalizado. Ele é visitado por Marcus Young, que lhe diz que seu tempo como xerife está chegando ao fim. Romero segue Marcus para a garagem e matá-lo. Norma percebe que ela ainda é uma mãe e retorna para casa para honrar os desejos de seus filhos para conhecer Caleb, que se rompe e pede desculpas ao vê-la. |              |                                                   |                    |                                             |                     |                     |
| 27 | 7            | "The Last Supper" "(A Última Ceia)" (BR)          | Ed Bianchi         | Philip Buiser                               | 20 de abril de 2015 | 1.69                |
| Dylan começa a ficar mais próximo de Emma, e descobre com seu pai que ela está muito mais doente do que ela quer admitir. Enquanto isso, Norma diz a Romero, como o pen-drive tem influência sobre Bob. Romero descobre que o nome de sua mãe está na contabilidade financeira do pen-drive, o que o leva a um confronto difícil e doloroso com seu pai na cadeia. Ele descobre que seu pai usou o nome de sua mãe a fim de colocar drogas para dentro da prisão. Norma pede a James para ajudar Norman, que, por sua vez, faz algumas perguntas inapropriadas e, finalmente, Norman o ataca. James diz a Norma que seu filho precisa de ajuda. Norma, em seguida, cozinha um jantar em família, a fim de se aproximar de Norman. Dylan convida Emma, e Norma convida Caleb. Romero também acaba ficando pro jantar. A presença de Caleb no jantar irrita Norman profundamente. |              |                                                   |                    |                                             |                     |                     |
| 28 | 8            | "The Pit" "(O Buraco)" (BR)                       | Roxann Dawson      | Bill Balas                                  | 27 de abril de 2015 | 1.76                |
| Como parte do acordo em troca do pen-drive, Bob coloca uma equipe de construção que começam a cavar um buraco para a piscina do Bates Motel, mesmo ela sendo uma profundidade maior que o normal (23 pés). Bob então sequestra e tortura James para obter informações sobre Norma. Quando Romero vai para adverti Bob sobre de brincar com Norma, Bob revela-lhe o relacionamento de Norma com Tiago e, mais importante, que Norman matou seu pai. Romero posteriormente termina sua amizade com Norma, quando ela continua a mentir ao afirmar que seu marido morreu em um acidente. Enquanto isso, Dylan transporta armas para Chick com Caleb para o Canadá, descobrindo depois que o negócio era armação para ter Chick assassinado. Caleb salva Dylan depois que um tiroteio começa. James sai da cidade, mas não antes de informar para Norma que ele disse tudo a Bov. Ela adverte Norman, e os dois discutem. Experimentando um novo apagão, Norman persegue seu cão, Juno, que escapou da casa. Ele então descobre Bradley, que voltou para a cidade. |              |                                                   |                    |                                             |                     |                     |
| 29 | 9            | "Crazy" "(O Passado Bate à Porta)" (BR)           | Tucker Gates       | Steve Kornacki, Alyson Evans & Torrey Speer | 4 de maio de 2015   | 1.73                |
| Bradley pede a Norman para explicar a sua mãe que ela está viva. No entanto, ao chegar, ela descobre que sua mãe rapidamente se recuperou da perda de seu marido e filha. Isso faz com que Bradley se sinta sozinha no mundo, e ela tenta ligar-se com Norman, ao ponto de tentar ter relações sexuais com ele. Ele prevê Norma estando com eles, pensando que Norma está acompanhando-o. Enquanto isso, Norma diz a Bob que ela vai dar-lhe o pen-drive, dizendo-lhe que o que James disse não era verdade. Bob afirma que ela não tem mais nada para negociar com ele. Em seguida, ela revira a casa de Romero, apenas para descobrir que ele está com o DEA investigando a contabilidade financeira. O argumento deles depende de Romero querendo saber a verdade sobre a morte do pai de Norman, em que Norma, em última análise afirma que ambos sabem quem o matou, o que implica ser Norman. Caleb força Chick pagar o dinheiro entrega, que dá a Dylan, e deixa a cidade depois de dizer a Norma sobre Norman uma vez ter atacá-lo em sua persona. Dylan dá o pai de Emma o dinheiro para seu transplante de pulmão futuro. |              |                                                   |                    |                                             |                     |                     |
| 30 | 10           | "Unconscious" "(Inconsciente)" (BR)               | Tucker Gates       | Carlton Cuse & Kerry Ehrin                  | 11 de maio de 2015  | 1.67                |
| Depois de descobrir que Caleb deixou a cidade, Dylan recebe uma chamada do pai de Emma, com a notícia de que ela desapareceu depois que ela atinou sobre seu transplante de pulmão. Dylan encontra-la na cabine, com medo de seu corpo rejeitar o transplante e morrer. Ele a chama de a mulher mais forte que ele já conheceu, e eles se beijam. Enquanto isso, o DEA planeja prender Bob em sua casa, mas Romero avisá-lo com antecedência. Bob vai para um barco na marina para encontrar Romero esperando por ele. Bob compara-o a seu pai preso, e Romero marta-o. Norma encontra-se com um administrador de asilo, na esperança de colocar Norman, com os custos que começam em 20 mil dólares americanos por mês. Ela menciona a notícia para Norman, que pretende deixar a cidade com Bradley. Norman e Norma argumentam, com Norma batendo em Norman inconsciente, arrastando-o para o porão, e chamando Dylan, que confirma que Bradley não está morta. Norman escapa do porão e foge com Bradley, mas prevê que Norma deseja falar com ela. Como Norma, ele puxa Bradley para fora do carro, persegue-a, e repetidamente bate sua cabeça contra uma rocha, matando-a. Norman então deixa o carro em White Pine Bay, enquanto ele e sua mãe imaginou vê-lo submergir. |              |                                                   |                    |                                             |                     |                     |

## Recepção

### Resposta da crítica
A temporada recebeu críticas positivas dos críticos de televisão. Recebeu 72 de 100 da Metacritic, com base em 5 críticas de críticos de televisão, indicando "críticas geralmente favoráveis" O site agregador de críticas Rotten Tomatoes relatou que 11 das 12 respostas críticas foram positivas, com média de 92% da classificação. O consenso do site diz, "Bates Motel confunde ainda mais as linhas do relacionamento tabu mais assustador entre mãe e filho, obscurecendo desconfortavelmente seu já fascinante tom"

## Audiência
No geral, a terceira temporada teve uma média de 1,80 milhão de espectadores, com uma participação de 0,7 na classificação demográfica 18-49.
| №  | Título                  | Exibição original   | Rating/share (18–49) | Audiência (em milhões) | DVR (18–49) | Audiência em DVR (milhões) | Total (18–49) | Audiência total (em milhões) |
| -- | ----------------------- | ------------------- | -------------------- | ---------------------- | ----------- | -------------------------- | ------------- | ---------------------------- |
| 1  | "A Death in the Family" | 9 de maio de 2015   | 0.9                  | 2.14                   | 0.5         | 1.26[A]                    | 1.6           | 3.40                         |
| 2  | "The Arcanum Club"      | 16 de março de 2015 | 0.8                  | 1.91                   | 0.6         | 1.72[A]                    | 1.4           | 3.63                         |
| 3  | "Persuasion"            | 23 de março de 2015 | 0.8                  | 1.92                   | 0.6         | 1.83[A]                    | 1.4           | 3.75                         |
| 4  | "Unbreak-Able"          | 30 de março de 2015 | 0.7                  | 1.71                   | 0.6         | 1.63[A]                    | 1.3           | 3.34                         |
| 5  | "The Deal"              | 6 de abril de 2015  | 0.7                  | 1.76                   | 0.7         | 1.63                       | 1.4           | 3.38                         |
| 6  | "Norma Louise"          | 13 de abril de 2015 | 0.7                  | 1.69                   | 0.8         | 1.66                       | 1.5           | 3.35                         |
| 7  | "The Last Supper"       | 20 de abril de 2015 | 0.7                  | 1.69                   | 0.8         | 1.58                       | 1.5           | 3.27                         |
| 8  | "The Pit"               | 27 de abril de 2015 | 0.7                  | 1.76                   | 0.5         | 1.54[A]                    | 1.2           | 3.30                         |
| 9  | "Crazy"                 | 4 de maio de 2015   | 0.7                  | 1.73                   | 0.6         | 1.36                       | 1.3           | 3.09                         |
| 10 | "Unconscious"           | 11 de maio de 2015  | 0.6                  | 1.67                   | 0.7         | 1.30                       | 1.3           | 2.97                         |

- A ↑  Os dados do Cable Live +3 são usados aqui, pois o Live +7 não foi disponibilizado.